# Pénurie d'eau en Afrique

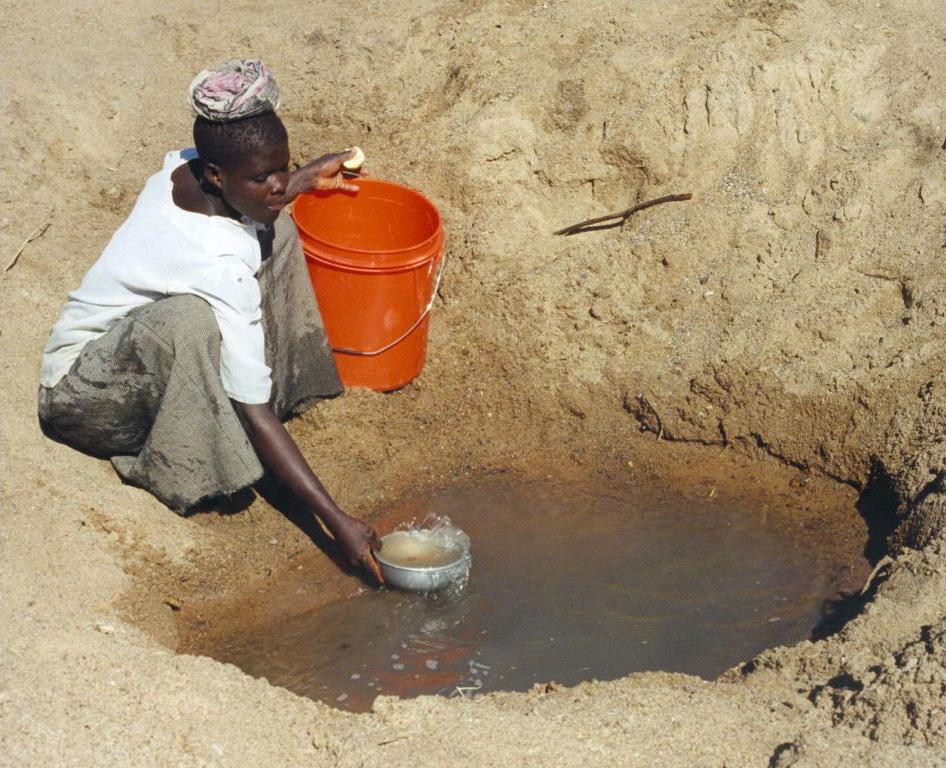
Source d'eau du village de Mwamanogu, Tanzanie. Dans le district de Meatu, région de Shinyanga, l'eau provient le plus souvent de trous ouverts creusés dans le sable des lits de rivières asséchés, et elle est invariablement contaminée

La pénurie d'eau en Afrique devrait atteindre des niveaux dangereusement élevés d'ici 2025, date à laquelle on estime qu'environ les deux tiers de la population mondiale pourraient souffrir d'une pénurie d'eau douce. Les principales causes de la rareté de l'eau en Afrique sont la rareté physique et économique, la croissance démographique rapide et le changement climatique. La rareté de l'eau est le manque de ressources en eau douce pour répondre à la demande standard en eau. Bien que l'Afrique subsaharienne dispose d'un approvisionnement abondant en eau de pluie, celle-ci est saisonnière et inégalement répartie, ce qui entraîne de fréquentes inondations et sécheresses. De plus, les problèmes courants de développement économique et de pauvreté, aggravés par la croissance rapide de la population et l'exode rural, ont fait de l'Afrique subsaharienne la région la plus pauvre et la moins développée du monde.
Le rapport 2012 de l'Organisation des Nations unies pour l'alimentation et l'agriculture indique que la pénurie croissante d'eau est désormais l'un des principaux défis du développement durable. En effet, un nombre croissant de bassins fluviaux ont atteint des conditions de pénurie d'eau à cause des demandes combinées de l'agriculture et d'autres secteurs. Les impacts de la rareté de l'eau en Afrique vont de la santé (les femmes et les enfants sont particulièrement touchés) à l'éducation, la productivité agricole, le développement durable ainsi que le potentiel de conflits liés à l'eau.
Pour répondre de manière adéquate au problème de la rareté de l'eau en Afrique, la Commission économique des Nations Unies pour l'Afrique souligne la nécessité d'investir dans le développement des ressources potentielles en eau de l'Afrique. Cela améliorerait la sécurité alimentaire et la sécurité de l'eau, et protégerait les gains économiques en gérant efficacement les sécheresses, les inondations et la désertification.

## Contexte

Des filles de Babile (Éthiopie) remplissent des bidons d'eau en plastique à la principale source d'eau de la région.

L'Afrique subsaharienne compte le plus grand nombre de pays en situation de stress hydrique de tout autre endroit de la planète et sur environ 800 millions de personnes qui vivent en Afrique, 300 millions vivent dans un environnement en situation de stress hydrique. Selon les conclusions présentées lors de la Conférence de 2012 sur « La rareté de l'eau en Afrique : enjeux et défis », on estime que d'ici 2030, 75 à 250 millions de personnes en Afrique vivront dans des zones de stress hydrique élevé, qui se déplaceront probablement n'importe où. entre 24 millions et 700 millions de personnes alors que les conditions deviennent de plus en plus invivables.

### Écart régional
L'Afrique du Nord et l'Afrique subsaharienne progressent vers l'objectif du Millénaire pour le développement relatif à l'eau à des rythmes différents. Alors que l'Afrique du Nord a une couverture en eau salubre de 92 %, l'Afrique subsaharienne reste à un faible 60 % de couverture - laissant 40 % des 783 millions de personnes dans cette région sans accès à l'eau potable.
Certaines de ces différences dans la disponibilité de l'eau potable peuvent être attribuées aux climats extrêmes de l'Afrique. Bien que l'Afrique subsaharienne dispose d'un approvisionnement abondant en eau de pluie, celle-ci est saisonnière et inégalement répartie, ce qui entraîne de fréquentes inondations et sécheresses. De plus, les problèmes courants de développement économique et de pauvreté, aggravés par la croissance rapide de la population et l'exode rural, ont fait de l'Afrique subsaharienne la région la plus pauvre et la moins développée du monde. Ainsi, cette pauvreté empêche de nombreuses villes de cette région de fournir des services d'eau potable et d'assainissement et d'empêcher une nouvelle détérioration de la qualité de l'eau, même lorsqu'il existe des possibilités de résoudre ces problèmes d'eau. En outre, la croissance rapide de la population entraîne une augmentation du nombre de colonies africaines sur des terres inondables et à haut risque.
Le dernier rapport sur l'objectif 6 des ODD a mentionné divers faits sur l'état de l'eau en Afrique subsaharienne, notamment le manque d'hygiène et son impact sur l'état nutritionnel, en particulier chez les enfants, en raison de l'augmentation du taux de maladies infectieuses. En outre, près d'1/3 de la population subsaharienne est menacée de faim en raison du manque d'accès à la nourriture. De plus, l'Afrique sub-saharienne manque d'accès à l'eau potable de 76 % alors que seulement 6 % de l'Europe et de l'Amérique du Nord ne sont pas couvertes.

## causes

### Pénurie physique et économique
La rareté de l'eau est un phénomène à la fois naturel et d'origine humaine. Il est donc essentiel de la décomposer en deux types généraux : la rareté économique et la rareté physique. La rareté économique fait référence au fait que trouver une source fiable d'eau salubre prend du temps et coûte cher. Alternativement, la pénurie physique se produit lorsqu'il n'y a tout simplement pas assez d'eau dans une région donnée.
La Commission économique des Nations Unies pour l'Afrique de 2006 estime que 300 millions sur les 800 millions qui vivent sur le continent africain vivent dans un environnement où l'eau est rare. Plus précisément dans l'extrême nord de l'Afrique, ainsi que dans l'extrême sud de l'Afrique, la hausse des températures mondiales accompagnant le changement climatique a intensifié le cycle hydrologique qui conduit à des saisons sèches plus sèches, augmentant ainsi le risque de sécheresses plus extrêmes et fréquentes. Cela a un impact significatif sur la disponibilité, la qualité et la quantité d'eau en raison de la réduction des débits fluviaux et du stockage des réservoirs, de l'abaissement des nappes phréatiques et de l'assèchement des aquifères dans les régions du nord et du sud de l'Afrique.

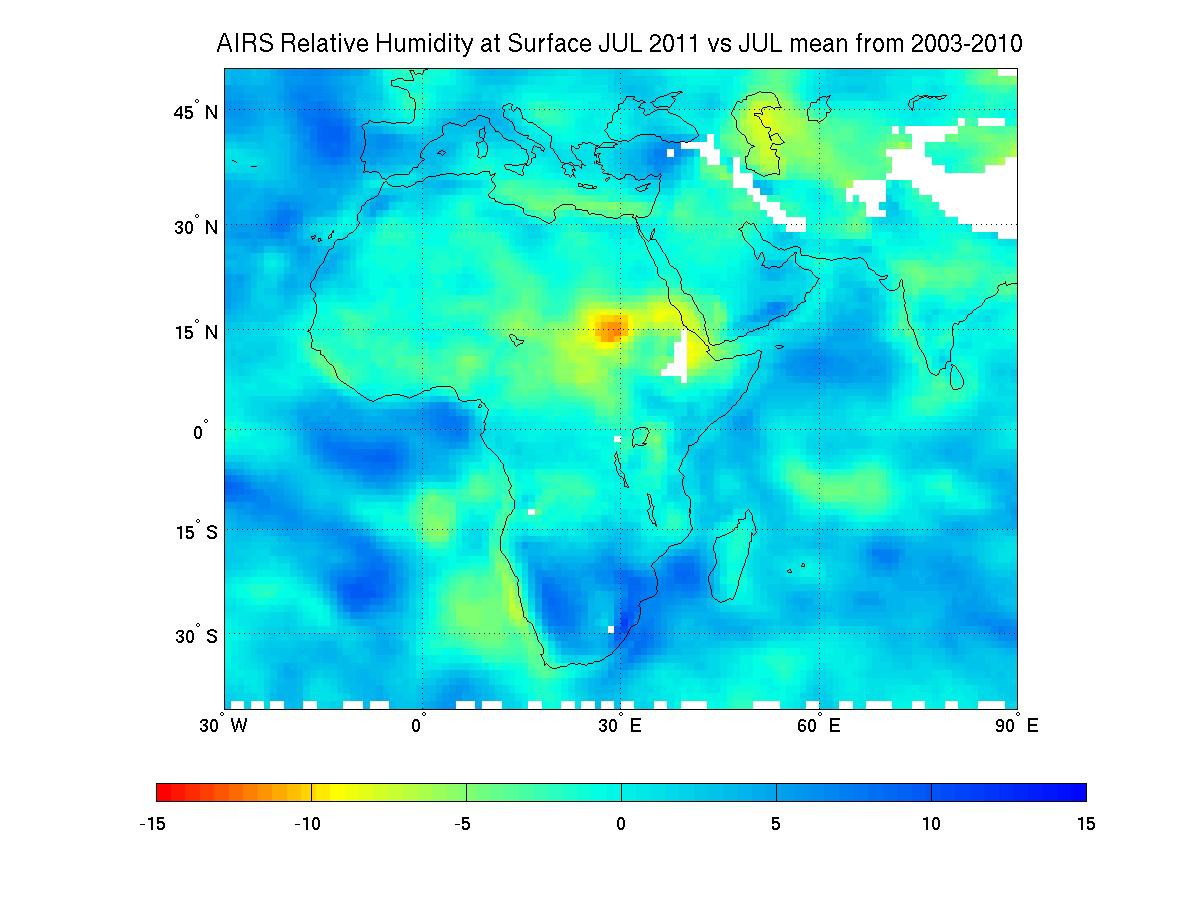
La sévérité de la sécheresse africaine expliquée dans différentes zones géographiques.

La question de la surexploitation est incluse dans la catégorie de la rareté physique. Cela contribue au rétrécissement de nombreux grands lacs africains, notamment le Nakivale, le Nakuru et le lac Tchad, qui a diminué de 10 % par rapport à son ancien volume. En matière de politique, les incitations à la surexploitation sont parmi les plus dommageables, notamment en ce qui concerne l'extraction des eaux souterraines. Pour les eaux souterraines, une fois la pompe installée, la politique de nombreux pays est de limiter l'extraction uniquement en fonction du coût de l'électricité et, dans de nombreux cas, de subventionner les coûts d'électricité pour les usages agricoles, ce qui nuit aux incitations à conserver ces ressources. En outre, de nombreux pays d'Afrique fixent le coût de l'eau bien en dessous des niveaux de recouvrement des coûts, décourageant ainsi une utilisation efficace et menaçant la durabilité.

### Croissance démographique
Au cours du siècle dernier, la population mondiale a plus que doublé. La population de l'Afrique connaît notamment la croissance la plus rapide au monde. Il devrait augmenter d'environ 50 % au cours des 18 prochaines années, passant de 1,2 milliard de personnes aujourd'hui à plus de 1,8 milliard en 2035. En fait, l'Afrique représentera près de la moitié de la croissance démographique mondiale au cours des deux prochaines décennies. Il existe également une équation simple mais appréciable selon laquelle, à mesure que la population augmente, la demande en eau augmente également. Dans le même temps, les ressources en eau de la région africaine diminuent progressivement en raison de l'habitation dans des endroits qui étaient auparavant des sources d'eau. Alors que la population augmente rapidement, il existe des demandes urgentes d'amélioration de la santé, de la qualité de vie, de la sécurité alimentaire et de la «lubrification» de la croissance industrielle, qui imposent également de graves contraintes sur l'eau disponible pour atteindre ces objectifs.
La croissance démographique ne fera qu'exacerber la crise de la pénurie d'eau, car une pression accrue est exercée sur la disponibilité et l'accès aux ressources en eau. "Aujourd'hui, 41 % de la population mondiale vit dans des bassins fluviaux en situation de stress hydrique". Cela soulève une préoccupation majeure car de nombreuses régions atteignent la limite à laquelle les services d'eau peuvent être fournis de manière durable. Globalement, environ 55 % de la population mondiale vit dans des zones urbaines, et d'ici 2030, il pourrait y avoir une augmentation de 5 % de ce ratio. C'est la même expérience en Afrique. De grandes villes comme Lagos, Kinshasa et Nairobi ont doublé leur population en quinze ans. Bien que les gens migrent vers ces villes urbaines, la disponibilité de l'eau douce est restée la même, ou dans certains cas réduite, puisque l'eau est une substance finie. L'augmentation de la population dans les villes africaines crée un lien avec le déséquilibre entre l'approvisionnement en eau et la demande dans ces villes.
Outre l'urbanisation qui contribue au déséquilibre entre la demande et l'offre d'eau, l'urbanisation entraîne également une augmentation de la pollution de l'eau. En raison de l'augmentation du nombre de personnes qui s'installent dans les villes, il y a une augmentation des dépôts d'eaux usées et de déchets dans les plans d'eau. Dans les pays en développement, plus de 90 % des eaux usées générées sont rejetées dans des plans d'eau et laissées sans traitement. En outre, les systèmes d'égouts sont gérés de manière inefficace, de sorte que les fuites des conduites d'égout sont laissées sans surveillance, ce qui finit par s'infiltrer dans le sol et provoque une pollution supplémentaire des eaux souterraines.

### Changement climatique
Selon le Forum du partenariat pour l'Afrique, « bien que l'Afrique soit le continent le moins responsable du changement climatique, elle est particulièrement vulnérable aux effets », et les impacts à long terme comprennent, « la modification des régimes de précipitations affectant l'agriculture et réduisant la sécurité alimentaire ; l'aggravation de la sécurité de l'eau ; la diminution des ressources halieutiques dans les grands lacs en raison de la hausse des températures ; le déplacement des maladies à transmission vectorielle ; l'élévation du niveau de la mer affectant les zones côtières basses à forte population ; et l'augmentation du stress hydrique". De tels impacts peuvent considérablement affecter la quantité et la qualité de l'eau dont les enfants ont besoin pour survivre.
Des études prévoient que d'ici 2050, les précipitations en Afrique subsaharienne pourraient chuter de 10 %, ce qui entraînera une grave pénurie d'eau. Cette diminution de 10 % des précipitations réduirait le drainage de 17 % et les régions qui reçoivent 500 à 600 mm/an les précipitations connaîtront une réduction de 50 à 30 % respectivement dans le drainage de surface. En outre, le Rapport sur le développement humain prédit un réchauffement associé à 10 % de précipitations en moins dans les régions intérieures de l'Afrique, qui seront amplifiés par la perte d'eau due à l'augmentation de la perte d'eau due à la hausse des températures. Les sécheresses et les inondations sont considérées comme la menace la plus dangereuse pour la pénurie physique d'eau. Ce réchauffement sera le plus important dans les régions semi-arides du Sahara, le long du Sahel et les zones intérieures de l'Afrique australe.
Le Groupe d'experts intergouvernemental sur l'évolution du climat rapporte que le changement climatique en Afrique s'est manifesté par des sécheresses plus intenses et plus longues dans les régions subtropicales et tropicales, tandis que les zones arides ou semi-arides du nord, de l'ouest, de l'est et de certaines parties de l'Afrique australe deviennent plus sèches et plus longues. plus sensible à la variabilité des précipitations et des tempêtes. Le changement climatique a énormément contribué à la situation déjà exacerbée de la crise de l'eau en Afrique et dans le monde, ce qui a amené l'Organisation mondiale de la santé à déclarer le changement climatique comme la plus grande menace pour la santé mondiale au 21e siècle.
Le Rapport sur le développement humain poursuit en expliquant qu'en raison de la dépendance de l'Afrique à l'agriculture pluviale, de la pauvreté généralisée et de la faiblesse des capacités, les problèmes d'eau causés par le changement climatique ont un impact beaucoup plus violent sur le continent par rapport aux pays développés qui disposent des ressources et de la diversité économique. faire face à ces changements globaux. Ce potentiel accru de sécheresse et de baisse des rendements des cultures entraînera très probablement une pauvreté accrue, des revenus plus faibles, des moyens de subsistance moins sûrs et une menace accrue de faim chronique pour les populations les plus pauvres d'Afrique subsaharienne. Dans l'ensemble, cela signifie que le stress hydrique causé par la variation des quantités de précipitations est particulièrement dommageable pour l'Afrique et que le changement climatique est donc l'un des principaux obstacles auxquels le continent doit faire face lorsqu'il tente de garantir des sources d'eau fiables et propres.

## Répercussions

### Santé
Les personnes vivant dans des régions dépourvues d'eau se tournent vers des ressources en eau insalubres, ce qui contribue à la propagation de maladies d'origine hydrique, notamment la fièvre typhoïde, le choléra, la dysenterie et la diarrhée. De plus, la pénurie d'eau pousse de nombreuses personnes à stocker de l'eau au sein du ménage, ce qui augmente le risque de contamination de l'eau domestique et d'incidents de paludisme et de dengue propagés par les moustiques. Ces maladies d'origine hydrique ne se trouvent généralement pas dans les pays développés en raison de systèmes sophistiqués de traitement de l'eau qui filtrent et chlorent l'eau, mais pour ceux qui vivent avec des infrastructures hydrauliques moins développées ou inexistantes, les sources d'eau naturelles non traitées contiennent souvent de minuscules vers et bactéries porteurs de maladies. Bien que bon nombre de ces maladies d'origine hydrique soient traitables et évitables, elles sont néanmoins l'une des principales causes de maladie et de décès dans le monde. À l'échelle mondiale, 2,2 millions de personnes meurent chaque année de maladies liées à la diarrhée et, à tout moment, cinquante pour cent de tous les lits d'hôpitaux dans le monde sont occupés par des patients atteints de maladies liées à l'eau. Les nourrissons et les enfants sont particulièrement sensibles à ces maladies en raison de leur jeune système immunitaire , ce qui entraîne des tauxde  mortalité infantile élevés dans de nombreuses régions d'Afrique.
Lorsqu'ils sont infectés par ces maladies d'origine hydrique, ceux qui vivent dans les communautés africaines souffrant de pénurie d'eau ne peuvent pas contribuer à la productivité et au développement de la communauté en raison d'un simple manque de force. De plus, les ressources économiques individuelles, communautaires et gouvernementales sont sapées par le coût des médicaments pour traiter les maladies d'origine hydrique, ce qui enlève des ressources qui auraient pu être allouées pour soutenir l'approvisionnement alimentaire ou les frais de scolarité.

### Femmes et filles
Les positions sociales divergentes des femmes et des hommes africains conduisent à des différences dans les responsabilités, les droits et l'accès à l'eau, et ainsi les femmes africaines sont disproportionnellement accablées par la rareté de l'eau potable. Dans la plupart des sociétés africaines, les femmes sont considérées comme les collectrices, les gestionnaires et les gardiennes de l'eau, en particulier dans la sphère domestique qui comprend les tâches ménagères, la cuisine, la lessive et l'éducation des enfants. En raison de ces rôles de travail traditionnels liés au genre, les femmes sont obligées de passer environ soixante pour cent de chaque jour à collecter de l'eau, ce qui se traduit par environ 200 millions d'heures de travail collectif par jour par les femmes dans le monde et une diminution du temps disponible pour l'éducation.
De plus, en raison de différences biologiques naturelles, lorsque les écoles n'ont pas les ressources nécessaires pour fournir des toilettes adéquates, les filles abandonnent généralement avant d'atteindre la puberté. La rareté de l'eau exacerbe ce problème, comme l'indique la corrélation entre la diminution de l'accès à l'eau et la diminution de la scolarisation primaire, secondaire et tertiaire combinée des femmes.
Pour les femmes africaines, leur rôle quotidien dans la récupération d'eau potable signifie souvent porter le jerrican typique qui peut peser plus de 40 livres lorsqu'il est plein sur une moyenne de six kilomètres par jour. Cela a des conséquences sur la santé telles que des dommages squelettiques permanents dus au transport quotidien de lourdes charges d'eau sur de longues distances, ce qui se traduit par une tension physique qui contribue à un stress accru, à une augmentation du temps consacré au rétablissement de la santé et à une capacité réduite non seulement physiquement fréquenter des établissements d'enseignement, mais aussi absorber mentalement l'éducation en raison de l'effet du stress sur la prise de décision et les capacités de mémoire . De plus, en matière de santé, l'accès à une eau potable sûre et propre conduit à une plus grande protection contre les maladies et les maladies d'origine hydrique, ce qui augmente les capacités de tous les élèves à fréquenter l'école.

### Agriculture

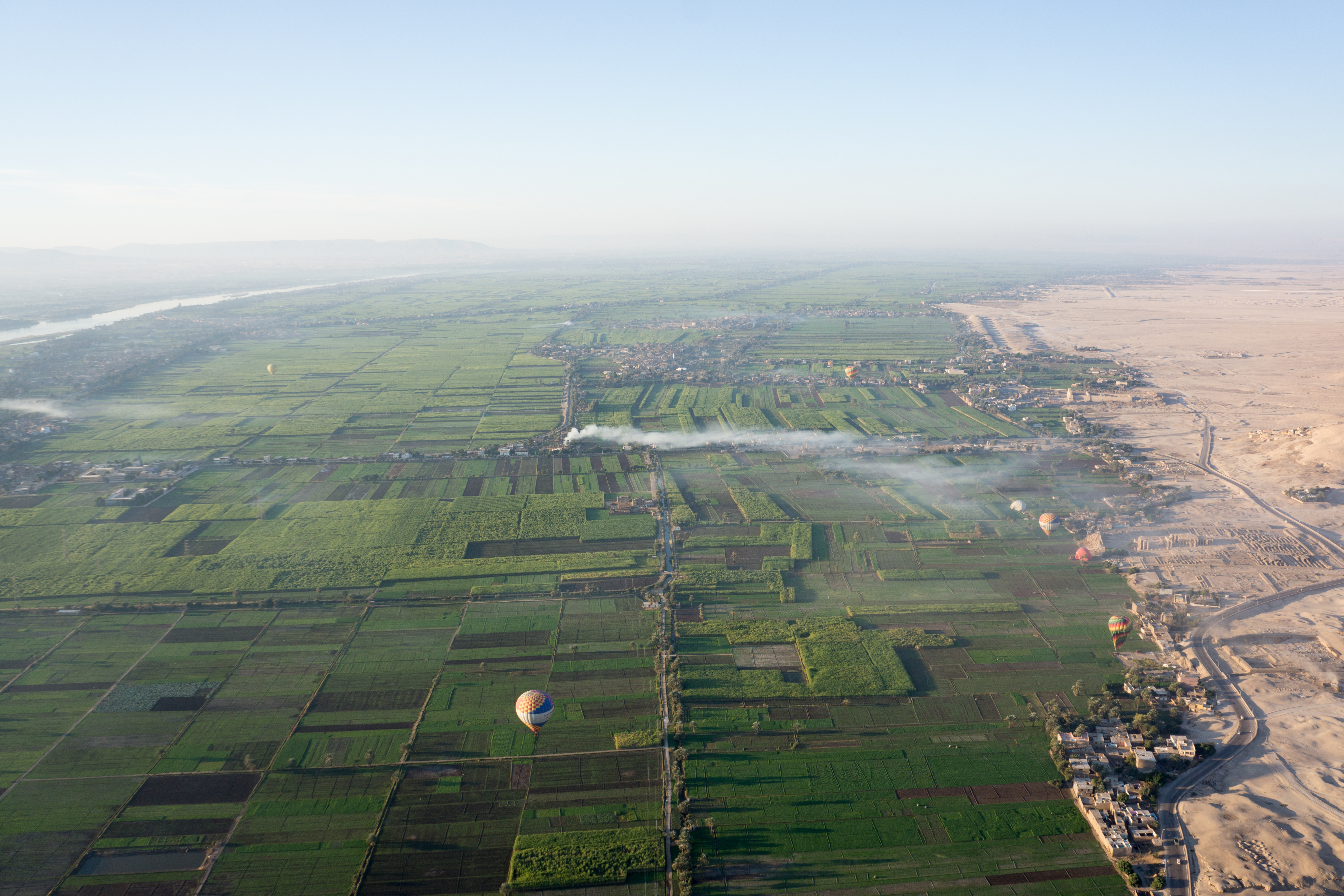
La décision de l'Éthiopie de remplir le réservoir du Grand barrage de la Renaissance pourrait réduire les débits du Nil jusqu'à 25 % et dévaster les terres agricoles égyptiennes.

Étant donné que la majorité de l'Afrique reste dépendante d'un mode de vie agricole et que 80 % à 90 % de toutes les familles en Afrique rurale dépendent de la production de leur propre nourriture, la pénurie d'eau se traduit par une perte de sécurité alimentaire. Plus de 70% de l'agriculture pratiquée en Afrique sub-saharienne est une agriculture pluviale. Avec la variabilité croissante des conditions météorologiques actuelles, les cultures et les récoltes sont plus susceptibles d'être affectées par les sécheresses et les inondations.
Selon la Commission économique des Nations unies pour l'Afrique et le Nouveau partenariat pour le développement de l'Afrique, "l'irrigation est essentielle pour obtenir une production agricole accrue qui est importante pour le développement économique et pour atteindre la sécurité alimentaire". La plupart des communautés rurales africaines n'exploitent pas actuellement leur potentiel d'irrigation. L'agriculture irriguée ne représente que 20 % des types d'agriculture dans le monde. En Afrique subsaharienne, les gouvernements ont historiquement joué un rôle important dans le développement de l'irrigation. À partir des années 1960, des donateurs comme la Banque mondiale ont soutenu ces gouvernements africains dans le développement de systèmes d'irrigation. Cependant, dans les années qui ont suivi, l'agriculture irriguée a produit un rendement des cultures inférieur aux prévisions. Selon la Banque mondiale, la production agricole en Afrique subsaharienne pourrait presque tripler d'ici 2050.
L'objectif de développement durable 2 vise à éliminer la faim et à promouvoir une agriculture durable pour assurer la sécurité alimentaire et nutritionnelle. Il faut passer de la production de cultures à haut rendement à un système de culture plus diversifié, y compris des cultures nutritives sous-utilisées qui contribueront à la diversité alimentaire et permettront d'atteindre les objectifs nutritionnels quotidiens.
Mais pour de nombreuses régions, il y a un manque de ressources financières et humaines pour soutenir les infrastructures et la technologie nécessaires à une bonne irrigation des cultures. Pour cette raison, l'impact des sécheresses, des inondations et de la désertification est plus important en ce qui concern les pertes économiques africaines et les pertes en vies humaines dues aux mauvaises récoltes et à la famine. Dans une étude menée par la Banque mondiale, ils ont constaté qu'en moyenne, les personnes souffrant de malnutrition perdent 10 % de leurs revenus potentiels à vie. Ils ont également constaté que les pays perdaient 2 à 3 % de leur PIB en raison de la sous-nutrition.
De plus, le manque d'eau pousse de nombreux Africains à utiliser les eaux usées pour la croissance des cultures, obligeant un grand nombre de personnes à consommer des aliments pouvant contenir des produits chimiques ou des organismes pathogènes transférés par les eaux usées. Les zones humides construites pour les eaux grises et les filtres à sable modifiés sont deux méthodes de filtration des eaux grises qui ont été proposées. Ces méthodes permettent de purifier ou de filtrer les eaux grises pour éliminer les risques biologiques de l'eau qui ne seraient pas sûrs à utiliser en agriculture. Ainsi, pour le nombre extrêmement élevé de régions africaines souffrant de problèmes de pénurie d'eau, investir dans le développement signifie se retirer durablement des sources d'eau douce propres, assurer la sécurité alimentaire en élargissant les zones d'irrigation et gérer efficacement les effets du changement climatique. Le rapport sur les objectifs de développement durable vise à accroître l'utilisation sûre des eaux usées pour contribuer à l'augmentation de la production alimentaire et à l'amélioration de la nutrition.

### Productivité et développement
La pauvreté est directement liée à l'accessibilité à l'eau potable - sans elle, les chances de sortir du piège de la pauvreté sont extrêmement minces. Ce concept de "piège à pauvreté en eau" a été développé par des économistes observant spécifiquement l'Afrique subsaharienne et fait référence à un cycle de pauvreté financière, de faible production agricole et de dégradation croissante de l'environnement. Dans cette boucle de rétroaction négative, cela crée un lien entre le manque de ressources en eau et le manque de ressources financières qui affectent tous les niveaux de la société, y compris l'individu, le ménage et la communauté. Dans ce piège de la pauvreté, les gens sont soumis à de faibles revenus, à des coûts fixes élevés d'approvisionnement en eau et à un manque de crédit pour les investissements dans l'eau, ce qui se traduit par un faible niveau d'investissement dans les ressources en eau et en terres, un manque d'investissement dans des activités génératrices de profit, la dégradation des ressources et la pauvreté chronique. De plus, dans les bidonvilles des pays en développement, les pauvres paient généralement cinq à dix fois plus par unité d'eau que les personnes ayant accès à l'eau courante en raison de problèmes - notamment le manque d'infrastructures et la corruption gouvernementale - qui, selon les estimations, augmentent les prix des services d'eau de 10 % à 30 %,.
Ainsi, les conséquences sociales et économiques d'un manque d'eau potable pénètrent dans les domaines de l'éducation, des possibilités d'emploi rémunéré, de la force physique et de la santé, du développement agricole et industriel, et donc du potentiel productif global d'une communauté, d'une nation et/ou d'une région. . Pour cette raison, l'ONU estime que l'Afrique subsaharienne à elle seule perd 40 milliards d'heures de travail potentielles par an pour collecter de l'eau.

### Conflit
La croissance démographique à travers le monde et le changement climatique sont deux facteurs qui, ensemble, pourraient donner lieu à des conflits liés à l'eau dans de nombreuses régions du monde. Déjà, l'explosion démographique dans les pays en développement d'Afrique, combinée au changement climatique, provoque des tensions extrêmes au sein des nations et entre elles. Dans le passé, les pays se sont efforcés de résoudre les tensions liées à l'eau par la négociation, mais on prévoit une escalade de l'agression à propos de l'accessibilité à l'eau.
La susceptibilité de l'Afrique aux conflits potentiels induits par l'eau peut être divisée en quatre régions : les bassins du Nil, du Niger, du Zambèze et de la Volta. Traversant l'Égypte, l'Éthiopie et le Soudan, l'eau du Nil a le potentiel de déclencher des conflits et des troubles. Dans la région du Niger, le bassin fluvial s'étend de la Guinée au Mali et jusqu'au Nigeria. Surtout pour le Mali - l'un des pays les plus pauvres du monde - le fleuve est vital pour la nourriture, l'eau et le transport, et sa surutilisation contribue à une source d'eau de plus en plus polluée et inutilisable. En Afrique australe, le bassin fluvial du Zambèze est l'un des systèmes fluviaux les plus surutilisés au monde, et la Zambie et le Zimbabwe se livrent donc une concurrence féroce à son sujet. De plus, en 2000, le Zimbabwe a fait subir à la région les pires inondations de l'histoire récente lorsque le pays a ouvert les portes du barrage de Kariba. Enfin, dans le bassin du fleuve Volta, le Ghana est dépendant de sa production hydroélectrique mais en proie à des sécheresses régulières qui affectent la production d'électricité du barrage d'Akosombo et limitent la capacité du Ghana à soutenir la croissance économique. Associé aux contraintes que cela impose également à la capacité du Ghana à fournir de l'électricité dans la région, cela pourrait potentiellement contribuer à l'instabilité régionale.
À ce stade, les agences de renseignement fédérales ont rendu un avis conjoint selon lequel, au cours des dix prochaines années, les problèmes d'eau ne sont pas susceptibles de provoquer des tensions internes et externes conduisant à l'intensification de la guerre. Mais si les taux actuels de consommation associés au stress climatique se poursuivent, les niveaux de pénurie d'eau en Afrique devraient, selon la CEA, atteindre des niveaux dangereusement élevés d'ici 2025. Cela signifie que d'ici 2022, il est possible qu'un changement dans le potentiel de la rareté de l'eau contribue au conflit armé. Sur la base de l'estimation classifiée du renseignement national sur la sécurité de l'eau, demandée par la secrétaire d'État Hillary Clinton et achevée à l'automne 2011, après 2022, l'eau sera plus susceptible d'être utilisée comme arme de guerre et outil potentiel pour le terrorisme, en particulier en Afrique du Nord. À l'occasion de la Journée mondiale de l'eau, le département d'État a déclaré que le stress hydrique "augmentera probablement le risque d'instabilité et de défaillance de l'État, exacerbera les tensions régionales et empêchera les pays de travailler avec les États-Unis sur des objectifs politiques importants". Se référant spécifiquement au Nil en Égypte, au Soudan et aux pays plus au sud, le rapport prédit que les pays en amont limiteront l'accès à l'eau pour des raisons politiques et que les terroristes pourraient cibler plus fréquemment les infrastructures liées à l'eau, telles que les réservoirs et les barrages. Pour cette raison, le Rapport sur les risques mondiaux 2011 du Forum économique mondial a inclus pour la première fois la pénurie d'eau parmi les cinq principaux risques mondiaux.

## Approches

### Systèmes de permis d'eau
Certaines régions de pays africains, comme la Tanzanie, ont tenté de résoudre les problèmes de pénurie d'eau en instituant un système de permis d'eau. Dans un tel système, des règles locales sont utilisées pour accorder aux utilisateurs l'accès à une certaine quantité d'eau à certains endroits. Cependant, ces systèmes entraînent souvent des conflits supplémentaires, car les droits à l'eau peuvent être monopolisés par les grands irrigants aux dépens des petits exploitants agricoles de la région.

### Efforts des organisations internationales et non gouvernementales
Pour résoudre de manière adéquate le problème de la rareté de l'eau en Afrique, la Commission économique des Nations unies pour l'Afrique souligne la nécessité d'investir dans le développement des ressources potentielles en eau de l'Afrique afin de réduire les souffrances inutiles, d'assurer la sécurité alimentaire et de protéger les gains économiques en gérant efficacement les sécheresses, les inondations, et la désertification. Certains efforts suggérés et en cours pour y parvenir incluent l'accent mis sur la mise en œuvre des infrastructures et l'amélioration des puits, des systèmes de captage des eaux pluviales et des réservoirs de stockage d'eau propre.
Les efforts déployés par les Nations unies conformément aux objectifs du Millénaire pour le développement ont ciblé la pénurie d'eau non seulement en Afrique, mais dans le monde entier. La liste compilée comprend huit objectifs de développement international, dont sept sont directement touchés par la pénurie d'eau. L'accès à l'eau affecte la pauvreté, la pénurie alimentaire, le niveau d'instruction, le capital social et économique des femmes, la sécurité des moyens de subsistance, la maladie et la santé humaine et environnementale. Parce que la question de l'eau fait partie intégrante de la réalisation des OMD, l'un des sous-objectifs consiste à réduire de moitié la proportion de la population mondiale sans accès durable à l'eau potable d'ici 2015. En mars 2012, l'ONU a annoncé que cet objectif avait été atteint près de quatre ans à l'avance, suggérant que les efforts mondiaux pour réduire la pénurie d'eau sont sur la bonne voie.
En tant que l'un des cinq membres permanents du Conseil de sécurité des Nations Unies, les États-Unis jouent un rôle essentiel dans la promotion de solutions pour lutter contre la pénurie d'eau potable. L'un des nombreux efforts comprend WASH de l'USAID - le partenariat WASH for Life avec la Fondation Gates - qui travaille à promouvoir l'eau, l'assainissement et l'hygiène. Avec cela, les États-Unis "identifieront, testeront et étendront des approches fondées sur des preuves pour fournir ces services aux personnes dans certaines des régions les plus pauvres". De plus, en mars 2012, Hillary Clinton a annoncé le Partenariat américain pour l'eau, qui réunira des personnes du secteur privé, de la communauté philanthropique, des organisations non gouvernementales, des universitaires, des experts et le gouvernement dans le but de rechercher des solutions à l'échelle du système. Les technologies et la capacité à résoudre le problème de la rareté et de la propreté de l'eau sont présentes, mais c'est avant tout une question d'accessibilité. Ainsi, le partenariat visera à rendre ces solutions disponibles et accessibles au niveau local.
En plus du rôle des États-Unis, des Nations unies et d'autres organismes gouvernementaux internationaux, un certain nombre d'organisations caritatives travaillent pour fournir de l'eau potable en Afrique et ailleurs dans le monde. Ces organismes de bienfaisance reposent sur des dons individuels et collectifs, qui sont ensuite investis dans diverses méthodes et technologies pour fournir de l'eau potable.
En 2015, des sources d'eau potable et d'assainissement ont été fournies à 90 % des habitants de la planète grâce aux efforts déployés pour atteindre les OMD. Dans la continuité de ces progrès, l'ONU a été reconnue pour inclure « Eau propre et assainissement » comme objectif numéro 6 pour « Assurer l'accès à l'eau et à l'assainissement pour tous ». L'objectif dépend de la disponibilité d'assez d'eau douce dans le monde pour atteindre l'accès universel à l'eau potable et propre pour l'assainissement, mais le manque de planification et le manque d'investissement sont ce sur quoi le monde doit se concentrer. Les principaux objectifs des six ODD sont que d'ici 2030, le monde assure l'accès à l'eau pour tous, fournisse des ressources sanitaires en particulier pour les personnes à risque, augmente le traitement des déchets et diminue le taux de pollution de l'eau. En plus d'établir de nouveaux efforts de collaboration aux niveaux international et local pour améliorer les systèmes de gestion de l'eau.

#### Limites
L'Afrique abrite à la fois le plus grand nombre de pays pauvres en eau de toutes les régions, ainsi que les pays les plus difficiles à atteindre en matière d'aide à l'eau. La prédominance des villages ruraux emprisonne de nombreuses zones dans ce que la Commission économique des Nations Unies pour l'Afrique appelle la « phase de récolte », ce qui rend les régions pauvres en eau difficiles à aider en raison d'un manque de technologie industrielle pour rendre les solutions durables. En plus des facteurs limitants géographiques et de développement, un certain nombre de raisons politiques et économiques empêchent également d'assurer une aide adéquate à l'Afrique. Sur le plan politique, les tensions entre les gouvernements locaux et les organisations non gouvernementales étrangères ont un impact sur la capacité à attirer avec succès de l'argent et des travailleurs humanitaires. Sur le plan économique, les zones urbaines souffrent d'écarts de richesse extrêmes dans lesquels les pauvres écrasants paient souvent quatre à dix fois plus pour l'eau sanitaire que l'élite, empêchant les pauvres d'accéder aux technologies et aux efforts en matière d'eau propre. En raison de tous ces facteurs, on estime que cinquante pour cent de tous les projets d'eau échouent, moins de cinq pour cent des projets sont visités et moins d'un pour cent font l'objet d'un suivi à long terme.

## Exemples de pays ou de villes

### Le Cap, Afrique du Sud
Une ville confrontée à une crise de l'eau est Cape Town, en Afrique du Sud. Le gouvernement et les scientifiques de la région se préparaient au "jour zéro", ce qui signifie que la région était presque complètement hors d'eau. Le gouvernement espérait que les efforts volontaires de conservation et les facteurs environnementaux augmenteraient l'approvisionnement en eau dans les réservoirs, mais ces choses ne se sont pas produites, ce qui a augmenté la probabilité que la ville manque d'eau potable. Les scientifiques de l'Université du Cap sont inquiets car sans source d'eau, ils ne sont pas en mesure de mener des recherches médicales ou des études cliniques utiles. Le jour zéro a été évité et les restrictions ont été levées pour les résidents, mais les efforts de conservation sont toujours en place avec l'incertitude des quantités de précipitations.

### Madagascar
Sur le plateau montagneux de Madagascar, une transformation massive s'est produite qui a éliminé pratiquement toute la végétation fortement boisée dans la période 1970 à 2000. L'agriculture sur brûlis a éliminé environ dix pour cent de la biomasse indigène totale du pays et l'a convertie en une friche stérile. Ces effets étaient dus à la surpopulation et à la nécessité de nourrir les peuples autochtones pauvres, mais les effets néfastes comprenaient une érosion généralisée des ravins qui, à son tour, produisait des rivières fortement ensablées qui « rougissaient » des décennies après la déforestation. Cela a éliminé une grande quantité d'eau douce utilisable et a également détruit une grande partie des écosystèmes fluviaux de plusieurs grands fleuves coulant vers l'ouest. Plusieurs espèces de poissons ont été poussées au bord de l'extinction et certaines, comme les formations de récifs coralliens perturbés dans l'océan Indien, sont effectivement perdues.

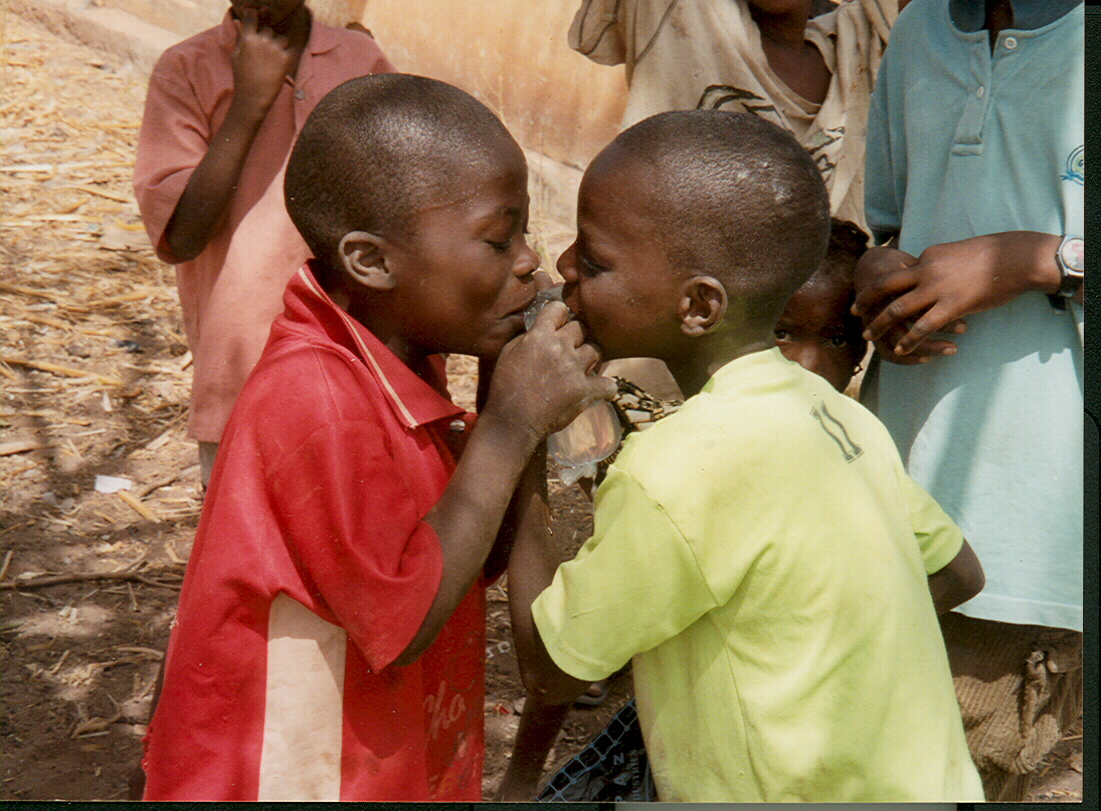
Deux enfants buvant de l'eau en sachet

### Nigeria
Avec environ 199 millions d'habitants, 86 % des Nigérians n'ont pas accès à une source d'eau potable sûre. L'UNICEF rapporte que plus de la moitié des services d'eau de base pour 70% des Nigérians sont contaminés. Le manque d'infrastructures dans tout le Nigeria empêche la plupart des communautés d'avoir de l'eau potable ; un nigérian typique ne reçoit que 9 litres d'eau en moyenne chaque jour. Pour cette raison, de nombreux Nigérians dépendent de l'eau disponible dans le commerce, comme l'eau en sachet (voir photo) ou l'eau en bouteille. Les nappes phréatiques polluées et contaminées contribuent à la rareté de l'eau au Nigeria. Certaines grandes catégories de polluants comprennent les engrais et le ruissellement agricole, les systèmes de gestion des eaux usées médiocres, les déchets industriels, les contaminants pétroliers et gaziers, les sous-produits miniers et les effluents d'abattoirs.